# Сюн
Сюн (на руски: Сюнь; на башкирски: Сөн; на татарски: Сөн) е река в Република Башкортостан и Република Татарстан на Русия, ляв приток на Белая (ляв приток на Кама, ляв приток на Волга). Дължина 209 km. Площ на водосборния басейн 4500 km².
Река Сюн води началото си от северните части на Бугулминско-Белебеевското възвишение, на 281 m н.в., на 5 km североизточно от село Енахметово, в западната част на Република Башкортостан. В горното си течение тече на югозапад, като плавно завива на северозапад, а в средното и долно течение има североизточна посока. На отделни участъци по долното ѝ течение преминава част от границата между Република Башкортостан и Република Татарстан. Влива се отляво в река Белая (ляв приток на Кама), при нейния 83 km, на 60 m н.в., на 2 km северозападно от село Новомедведево, в северозападната част на Република Башкортостан. Основен приток река Мати (46 km, десен). Сюн има смесено подхранване с преобладаване на снежното с ясно изразено пролетно пълноводие от средата на април до средата на май, когато преминава около 65% от годишния ѝ отток. Среден годишен отток в устието 14,8 m³/s.. Заледява се през 1-вата половина на ноември, а се размразява през април. По течението ѝ са разположени множество селски населени места, в т.ч. районният център село Бакали в Република Башкортостан.